# Natur im Städtebau

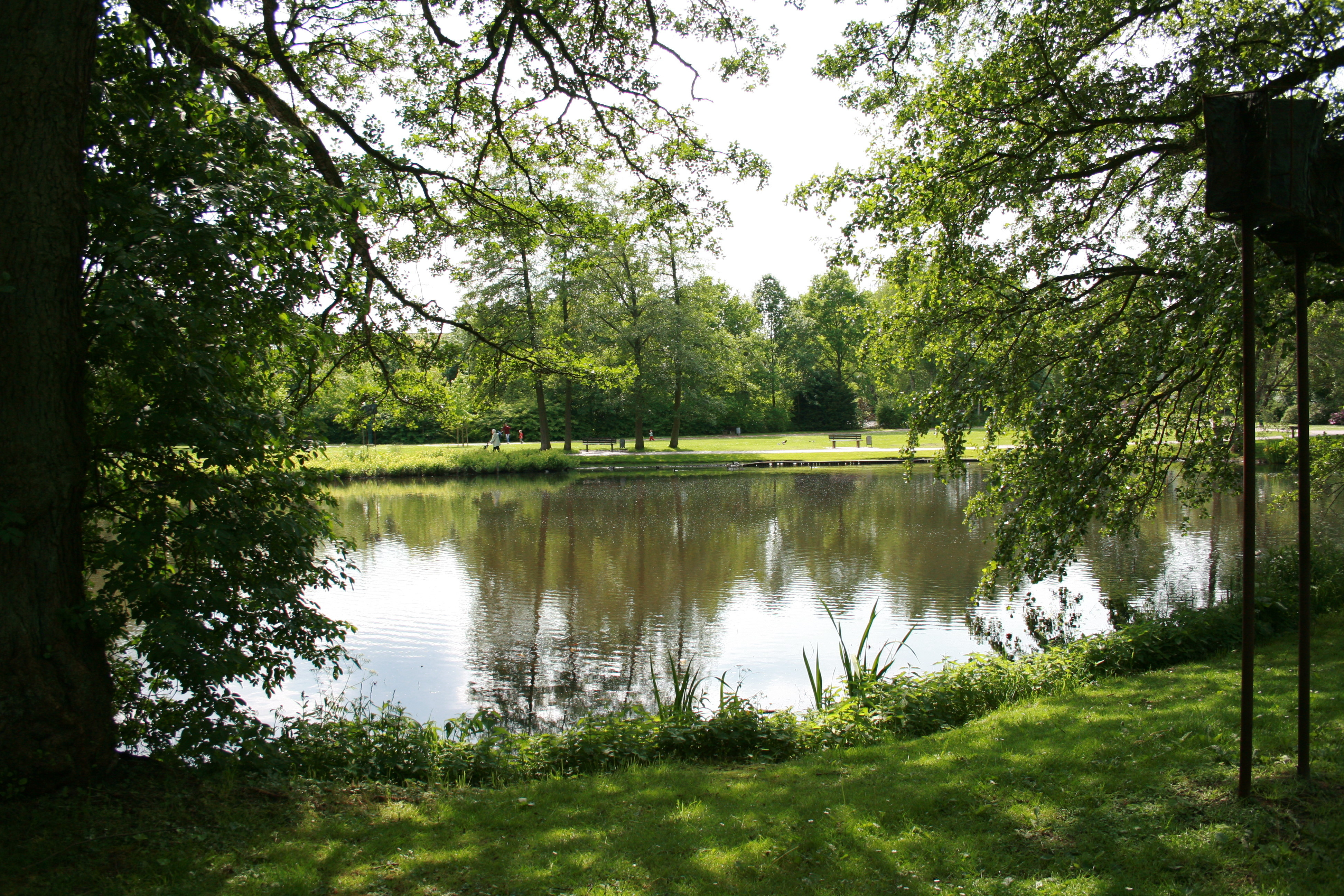
Mühlenteich im Zentrum von Munster

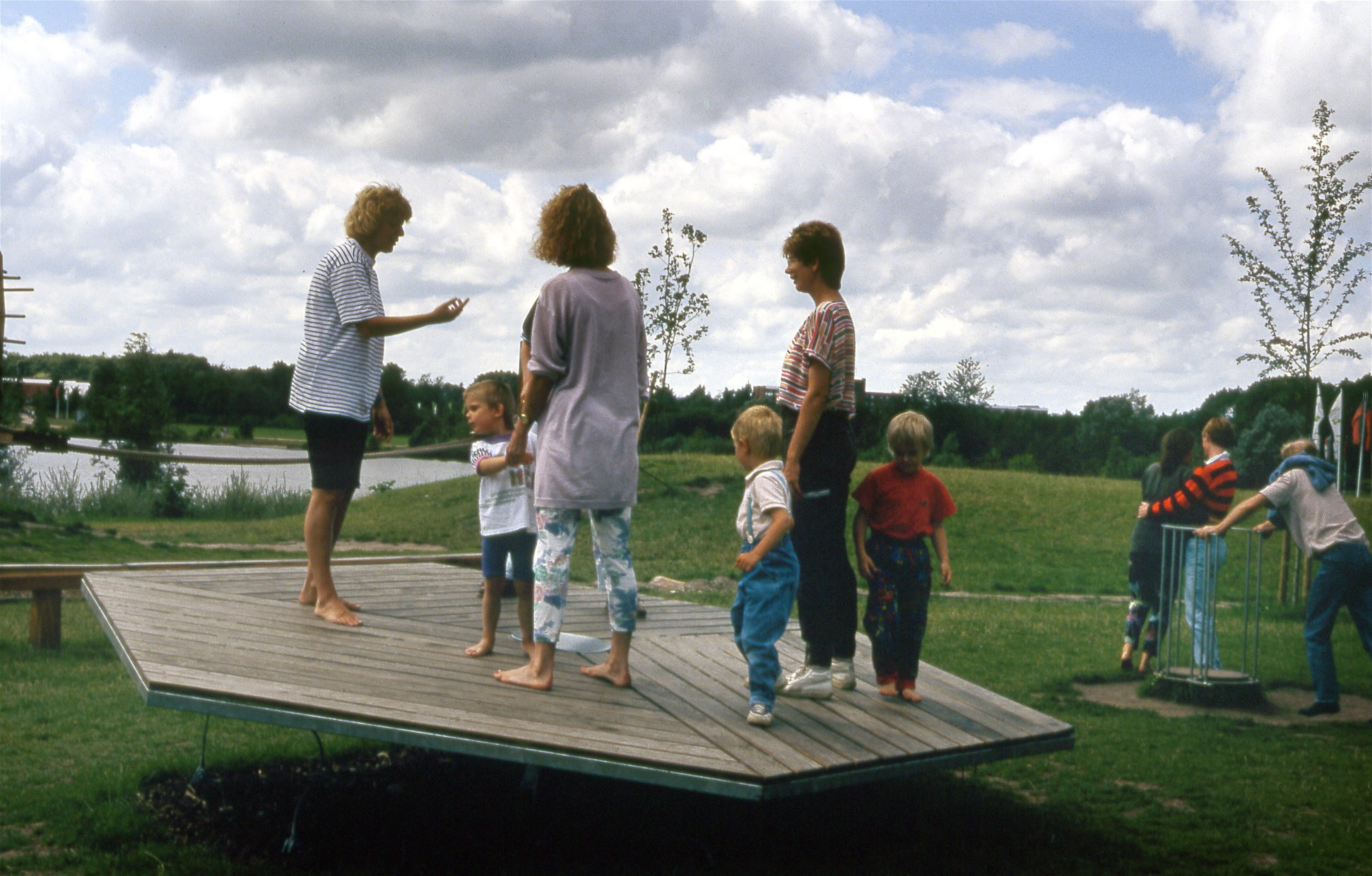
Spielplatz am Vörder See in Bremervörde

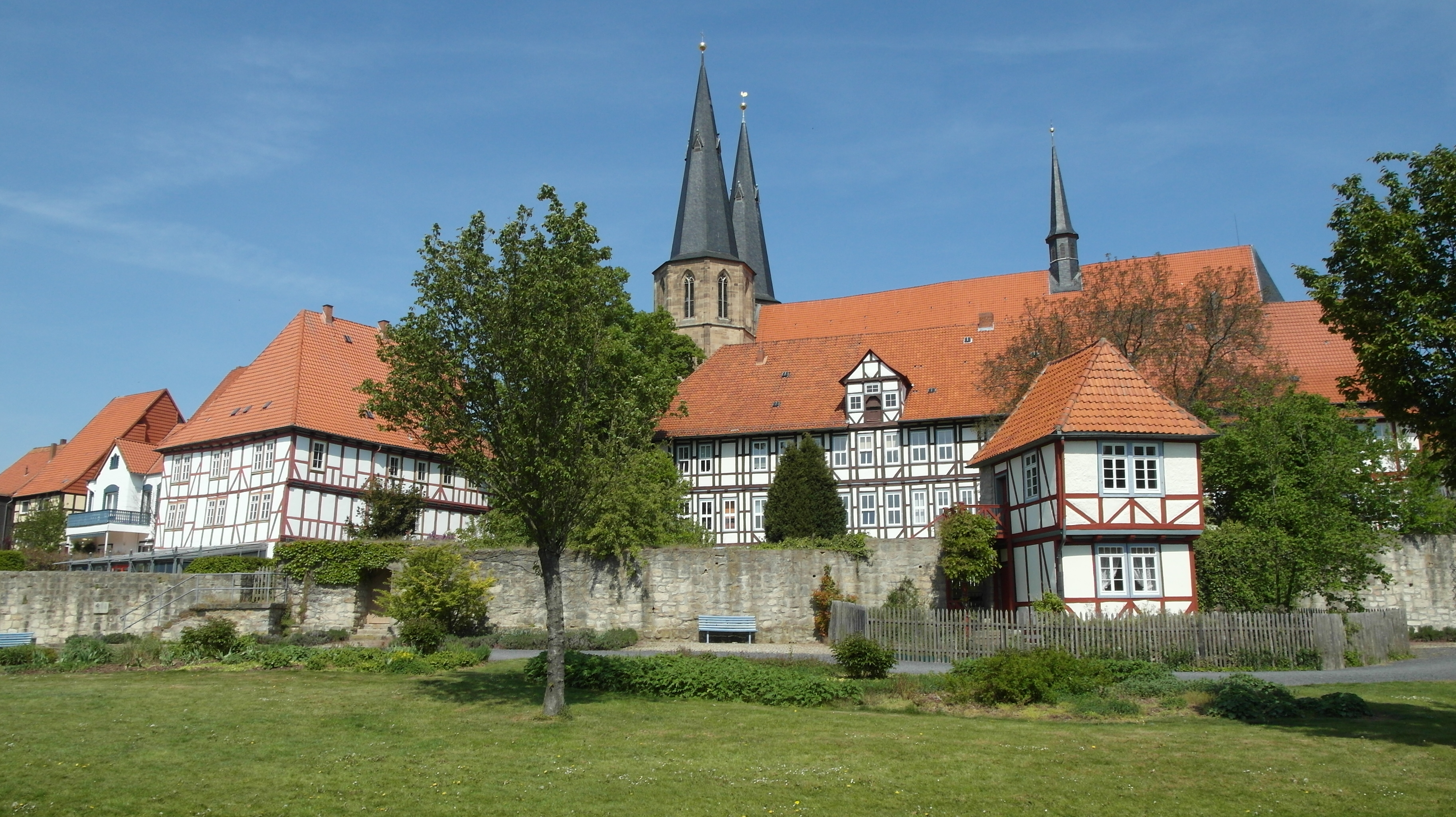
Bereich vor der historischen Stadtmauer in Duderstadt

Unter dem Titel Natur im Städtebau (Abk. LNS) fanden drei Niedersächsische Landesausstellungen zwischen 1988 und 1994 in drei Städten in Niedersachsen statt. Sie befassten sich mit der Berücksichtigung und Förderung des Natur- und Umweltschutzes bei städtebaulichen Projekten.

## Entstehung und Konzept
1982 wurde vom Niedersächsischen Sozialministerium, welches damals für den Städtebau zuständig war, der Landeswettbewerb „Grün in der Stadt“ durchgeführt, an dem sich viele Gemeinden ab 8000 Einwohnern beteiligten. Aufgrund des Erfolgs wurde dieser Landeswettbewerb 1985 wiederholt, dieses Mal konnten schon Gemeinden ab 5000 Einwohnern teilnehmen. 1986 folgte auf Bundesebene der Wettbewerb „Bürger, es geht um deine Gemeinde“, an dem auch alle niedersächsischen Kommunen unter dem Motto „Naturnahes Bauen in der Gemeinde“ teilnehmen konnten.
Da die Projekte der oben genannten Wettbewerbe jedoch Einzelprojekte waren, kam die Idee der Landesausstellung „Natur im Städtebau“ auf, die einzelne Projekte innerhalb einer Stadt zu einem Gesamtprojekt zusammenfassen sollte. Der Fokus der Landesausstellung lag auf dem Städtebau und nicht auf der gartenbaulichen Gestaltung. So sollte keine Leistungsschau des Garten- und Landschaftsbaus abgehalten werden und es wurden keine Bauprojekte umgesetzt, die nur im Zeitraum der Ausstellung Bestand gehabt hätten. Damit unterschied sich die Landesausstellung bewusst vom Konzept der Landesgartenschauen, die in anderen Bundesländern bereits erfolgreich durchgeführt worden waren. Während die Ausrichtung von Landesgartenschauen außerdem eher größeren Städten vorbehalten gewesen sein soll, sollte die Durchführung einer Landesausstellung „Natur im Städtebau“ auch kleineren Kommunen möglich sein.

## Ausstellungen
Die Ausstellungen fanden im Drei-Jahres-Rhythmus statt. Als Schirmherr fungierte wie bei anderen Landesausstellungen der Ministerpräsident.

### 1988 in Munster
Die in der Lüneburger Heide gelegene Stadt Munster wurde aufgrund ihrer Grünraumstruktur und ihrer Städtebaupolitik vom niedersächsischen Sozialministerium unter Leitung von Hermann Schnipkoweit zur Ausrichtung der 1. Landesausstellung „Natur im Städtebau“ ausgewählt. Die Stadt hatte sich zuvor auch an den oben genannten Landeswettbewerben beteiligt. Nach einem Ideenwettbewerb im Jahr 1986 und zweijähriger Vorbereitungszeit fand die Ausstellung vom 13. Mai bis zum 18. Oktober 1988 statt. Nach Angaben der Stadt Munster kamen anlässlich der Ausstellung mehrere 10.000 Besucher in die Stadt, das Sozialministerium schrieb von einer „Viertelmillion“ Besuchern.
Der Ausstellungsbereich zog sich in einem Band entlang des Flusslaufs der Örtze von Nordwesten nach Südosten durch die Stadt und umfasste auch den Flüggenhofsee sowie den Böttcherteich im Norden der Stadt. Zu den durchgeführten Maßnahmen zählen der Neubau und stellenweise Rückbau von Fuß- und Radwegen, Neubau und Aufwertung von Begleitgrün an Straßen und Wegen, standortgerechte Bepflanzung sowie wasserbauliche Maßnahmen. In konkreten Projekten wurden beispielsweise die Uferbereiche der Örtze und des Böttcherteiches renaturiert, die Örtze-Wassermühle in der Stadtmitte renoviert und eine Kleintierzuchtanlage am Flüggenhofsee gebaut. Im Vorfeld der Ausstellung waren in den Jahren 1984–1986 außerdem die Einkaufsstraße Wilhelm-Bockelmann-Straße und der Rathausplatz neu gestaltet und in eine Fußgängerzone umgewandelt worden.

### 1991 in Bremervörde
Um die 2. Ausstellung im Jahr 1991 konnten sich alle niedersächsischen Gemeinden bewerben, die festgelegte stadtstrukturelle Anforderungen erfüllten und mehr als 10.000 Einwohner zählten. Aus einem Auswahlverfahren im Jahr 1987 ging die nordniedersächsische Stadt Bremervörde als Gewinner hervor. Die Ausstellung fand von Mitte April bis Mitte Oktober 1991 statt.
Das Ausstellungsgebiet lag rund um den Vörder See nördlich des Stadtkerns. Hier wurden Parkanlagen angelegt und mit den innerstädtischen Grünanlagen verknüpft. Hinzu kamen verschiedene Projekte und die Anlage von Themengärten wie Apothekergarten, Bauerngarten und Arboretum. Die NABU-Umweltpyramide ist ein pyramidenförmiges Gebäude, bei dem ressourcenschonendes Bauen in Form eines Niedrigenergiehauses demonstriert werden sollte. Mit dem Haus am See wurde ein Bauernhof aus dem Jahr 1860 originalgetreu wiederhergestellt. Im Haus des Waldes wurde waldbezogene Umweltbildung betrieben. Außerdem wurden eine Welt der Sinne, eine Seebühne und eine Kneipp-Anlage gebaut. Nachgenutzt wird das Ausstellungsgelände als Natur- und Erlebnispark Bremervörde.

### 1994 in Duderstadt
Das südniedersächsische Duderstadt wurde 1990 als Ausrichtungsort der 3. Landesausstellung „Natur im Städtebau“ verkündet. Die Ausstellung fand vom 22. April bis 8. Oktober 1994 statt. Im Zeitraum der Ausstellung wurden rund 300.000 Besucher gezählt und über 1000 Veranstaltungen durchgeführt.
Im Vorfeld der Landesausstellung wurden die Wallanlagen, die den historischen Stadtkern umschließen, sowie die Reste der Stadtmauer qualitativ aufgewertet und im Osten der Stadtpark angelegt. Hier entstanden eine Freilichtbühne, Spielplätze sowie die Bürgergärten mit markanten Gartenhütten nach historischem Vorbild. Im örtlichen Hallenbad wurde eine Umweltfabrik eingerichtet.

## Finanzen
Die Landesausstellungen „Natur im Städtebau“ wurden vom Land Niedersachsen finanziell bezuschusst. Aus einer kleinen Anfrage an die Niedersächsische Landesregierung aus dem Mai 1990 geht hervor, dass die Vorbereitungen für die Landesausstellungen im Jahr 1989 mit 400.000 DM und 1990 mit 1 Mio. DM aus Landesmitteln bezuschusst worden waren und diese Förderung ab 1991 jährlich 700.000 DM vorsah. Die Kosten der 1. Landesausstellung „Natur im Städtebau“ betrugen nach Angaben des Landesrechnungshofes rund 6,9 Mio. DM, das Land Niedersachsen leistete einen Zuschuss von rund 2,7 Mio. DM. Die Gesamtkosten der 2. Ausstellung sollen bei rund 42,5 Mio. DM gelegen haben, davon sollen die Stadt Bremervörde 8 Mio. DM und das Land rund 16 Mio. DM getragen haben. Die Einnahmen aus dieser Ausstellung sollen bei rund 4 Mio. DM gelegen haben.

### Vom Landesrechnungshof festgestellte Mängel
Der Jahresbericht des Niedersächsischen Landesrechnungshofes für das Haushaltsjahr 1992 bemängelt, dass die Ausgaben der Landesregierung für städtebauliche Sanierungsmaßnahmen in Duderstadt in Höhe von 5 Mio. DM, anlässlich der 3. Landesausstellung „Natur im Städtebau“, vom Finanzministerium unter Missachtung des Budgetrechts des Landtages bewilligt worden waren. In seinem Jahresbericht für das Haushaltsjahr 1995 merkt der Landesrechnungshof an, dass Maßnahmen generell ein „konkretes Landesinteresse“ sein müssen, um finanziell gefördert werden zu können. Die städtebauliche und ökologische Entwicklung, die durch die Landesausstellungen „Natur im Städtebau“ angeregt wird, ist rechtlich jedoch Aufgabe der Kommunen. Für die finanzielle Beteiligung an Maßnahmen, die außerhalb des konkreten Landesinteresses liegen, gilt ein „beispielgebender Anstoß“ als Rahmen. Da die Landesausstellung in Bremervörde trotz eines nur begrenzten Landesinteresses in großem Umfang finanziell gefördert wurde, ist dieser Rahmen laut Landesrechnungshof überschritten worden.
Außerdem werden in dem Bericht folgende Aspekte bemängelt:
- Die 2. Ausstellung in Bremervörde hat sich „kommerzialisiert“ und damit finanziell an die Größenordnung von Bundes- und Landesgartenschauen angeglichen
- Finanzielle Aspekte in Form von Kostenschätzungen haben bei der Auswahl des Ausstellungsortes im Vergabeverfahren keine Rolle gespielt
- Unklarheiten bezüglich der Zuständigkeit zwischen den Landesministerien und den damals noch vorhandenen Bezirksregierungen führten zu fehlerhaften Bewilligungsverfahren für Fördermittel und in der Folge zu Schwierigkeiten bei der Verwendungsprüfung

Zuvor war schon der Umgang mit den finanziellen Mitteln für die Landeswettbewerbe „Grün in der Stadt“ vom Landesrechnungshof bemängelt worden.

## Nachwirkung

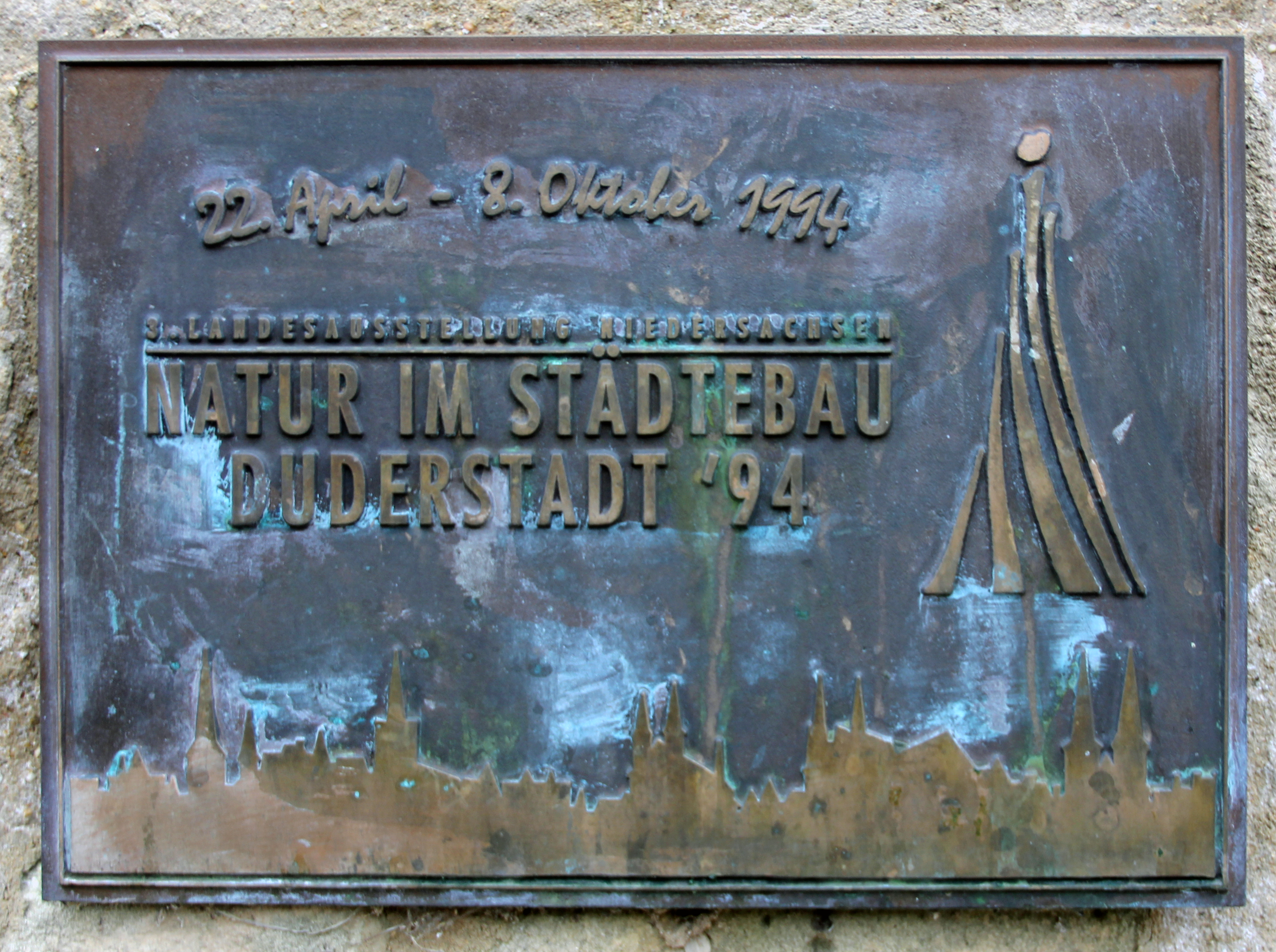
Erinnerungstafel anlässlich der Ausstellung in Duderstadt

Im Auswahlverfahren wurde 1990 auch eine 4. Landesausstellung an die Stadt Braunschweig vergeben, die im Jahr 1996 durchgeführt werden sollte, jedoch nicht mehr stattfand.
Die Expo 2000 stand nicht direkt mit den Landesausstellungen „Natur im Städtebau“ in Verbindung, jedoch wurden auch während der Weltausstellung diverse Projekte durchgeführt, bei denen Ökologie und Umweltschutz im Fokus standen. In der Expo-Siedlung Kronsberg in Hannover wurde ebenfalls besonderer Wert auf umweltverträgliches Bauen gelegt.
2002 fand die erste Niedersächsische Landesgartenschau im Niedersächsischen Gartenkulturzentrum in Bad Zwischenahn statt. Da bis zu diesem Zeitpunkt noch keine Landesgartenschau in Niedersachsen stattgefunden hatte, waren schon die Landesausstellungen „Natur im Städtebau“ gelegentlich als „Landesgartenschau“ bezeichnet worden, obwohl sich die Veranstaltungen konzeptionell unterschieden (siehe Abschnitt Entstehung und Konzept).
Besonders die Grünstruktur der Ausstellungsorte wurde durch die Landesausstellungen nachhaltig verändert. So sei die Landesausstellung „Natur im Städtebau“ für Duderstadt laut Göttinger Tageblatt „Anstoß und Katalysator für Entwicklungen, die die Stadt bis heute prägen“ gewesen. Es haben demnach langfristig ausgerichtete und nachhaltige Vorhaben zur Umgestaltung der Stadt als Lebensraum im Fokus gestanden. Auch einzelne Projekte der Ausstellungen wirkten lange nach. Das Haus des Waldes in Bremervörde wurde beispielsweise noch bis 2019 als Umweltbildungszentrum genutzt, ehe es aus statischen Gründen abgerissen werden musste.